# 오슈 가도

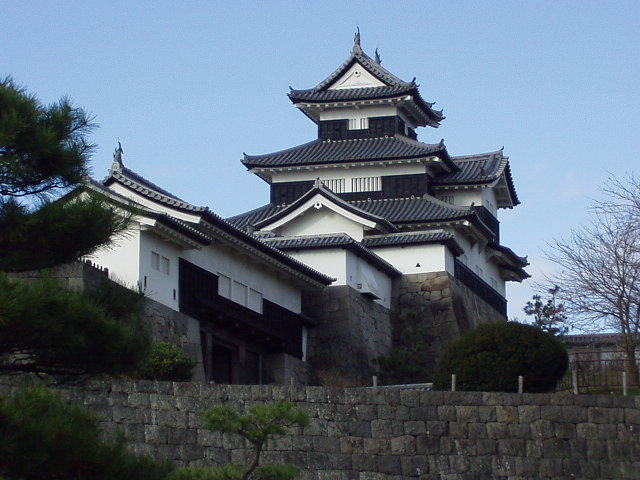
시라카와 성

오슈 가도(奥州街道 오슈카이도[*])는 에도 시대의 오가도의 하나로 에도(오늘날의 도쿄)와 무쓰국 및 오늘날의 후쿠시마현 시라카와시를 연결한다. 이 가도는 도쿠가와 이에야스에 의해 막부의 관리들이 이 지역을 편리하게 이동하기 위해 만들어졌다.
오슈 가도는 또한 주변 지역으로 연결되는 많은 지선들을 포함하고 있었다. 그러한 지선 중 하나가 센다이도(仙台道)로서, 무쓰 국과 센다이를 연결했다. 센다이도의 종점은 오늘날의 센다이시 아오바구였다. 또한 이곳에서부터 홋카이도 하코다테까지 연결되는 마쓰마에도가 있었다. 오슈 가도의 슈쿠바(역참) 수는 27개에 불과하지만 지선의 슈쿠바까지 포함하면 100개가 넘는다. 27개의 슈쿠바 중 17개를 닛코 가도와 공유하고 있다.
에도 시대에 길을 이용하는 여행객의 대부분은 산킨코타이를 위해 에도로 향하는 다이묘들이었다. 에도 시대 후기에 하코다테가 개발되고 러시아와의 교역이 증가하면서 가도를 통한 여행 또한 증가하게 되었다.
오늘날 오슈 가도의 대부분은 국도 4호선이 달리고 있으며, 이와 나란히 도호쿠 자동차도, 하치노헤 자동차도가 지나고 있다.

## 같이 보기
- 고카이도
  - 도카이도
  - 나카센도
  - 고슈 가도
  - 닛코 가도